# I. Gergely (nyitrai püspök)
Gergely († 1392. március 10./szeptember 11.) magyar katolikus főpap.
1387. szeptember 24. és 1389. április 28. között választott, 1389 és 1392. március 10. között tényleges nyitrai püspök, mely tisztségben 1388. október 24-én erősítették meg.